# Neuilly-Saint-Front
Neuilly-Saint-Front è un comune francese di 2 217 abitanti situato nel dipartimento dell'Aisne della regione dell'Alta Francia.

## Società

### Evoluzione demografica
Abitanti censiti